# Roquebrune-Cap-Martin
Roquebrune-Cap-Martin är en stad i departementet Alpes-Maritimes i sydöstra Frankrike.
På klipphyllan mot havet finns två arkitektoniskt berömda fritidshus: Eileen Grays Villa E-1027 och Le Corbusiers Le Cabanon.
Från något år in på 1960-talet till sin död 1973 var Herbert Tingsten verksam i Roquebrun och skrev här sina böcker och artiklar i sin egen villa på orten.

## Befolkningsutveckling
Antalet invånare i kommunen Roquebrune-Cap-Martin
| Referens: INSEE |